# Aeroportul Assis
Aeroportul Assis (IATA: AIF, ICAO: SNAX) este un aeroport din São Paulo, Brazilia ce deservește zona Assis. Aeroportul a fost tranzitat în 2002 de 2.981 de pasageri. A fost numit după zona deservită.
Situat la o altitudine de 564 m, aeroportul dispune de 1 pistă. Este operat de Departamento Aeroviário do Estado de São Paulo⁠(d).

## Infrastructură

### Piste
Aeroportul dispune de o singură pistă. Pista 12/30 are suprafața de asfalt și dimensiunile 1.689 m × 30 m. 